# Slag aan de Berezina

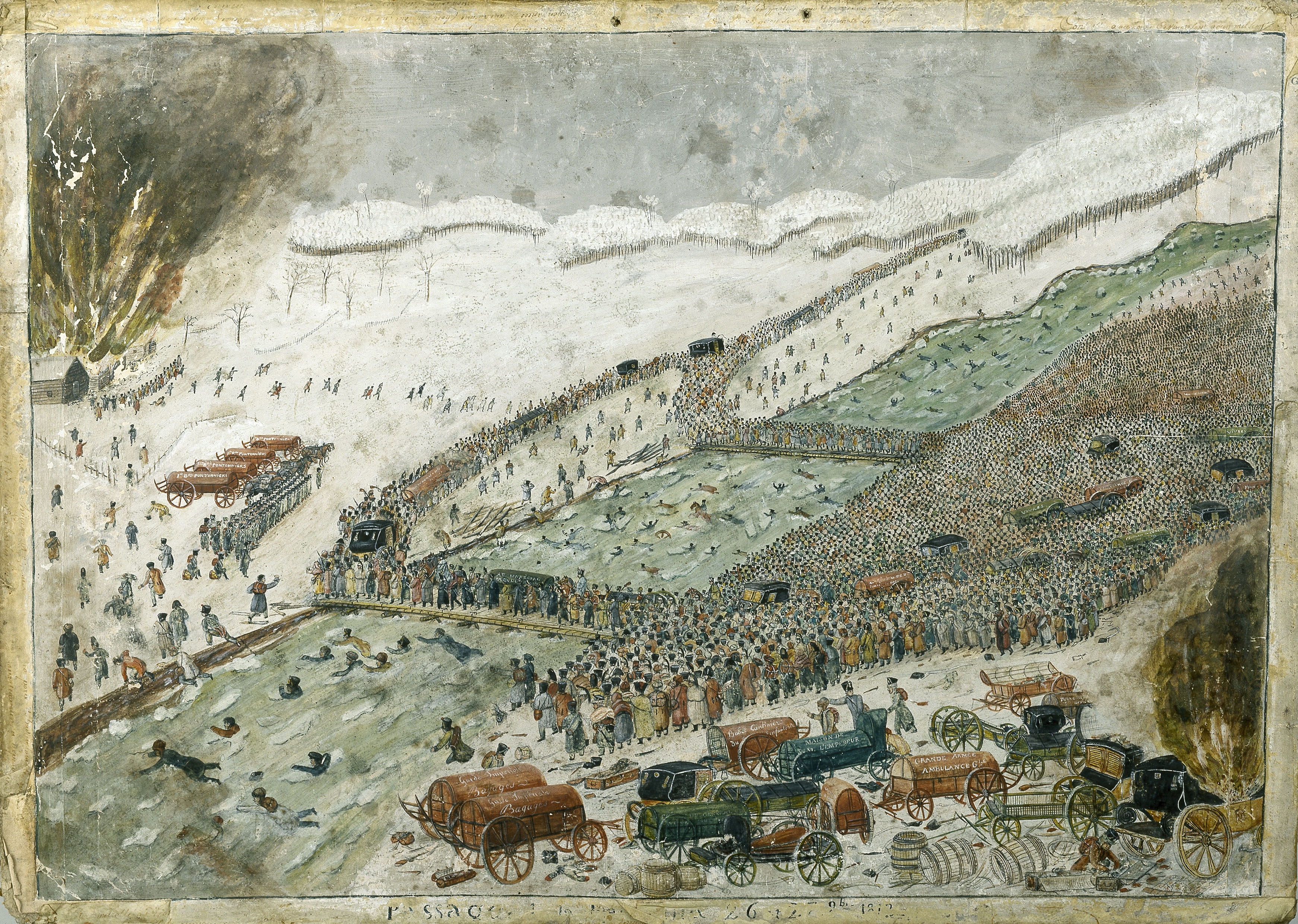
Een naïeve tekening door een ooggetuige. In werkelijkheid waren de bruggen langer. De rivier liep niet recht maar meanderde sterk, de oostelijke oever (met die mensenmassa) was niet stijl zoals op de tekening, maar laag, moerassig en doorsneden door kreken. Daardoor kon er niet met pontons gewerkt worden, maar moesten er pijlers van houten jukken worden gemaakt. Daaroverheen werden plankieren als brugdek gelegd.

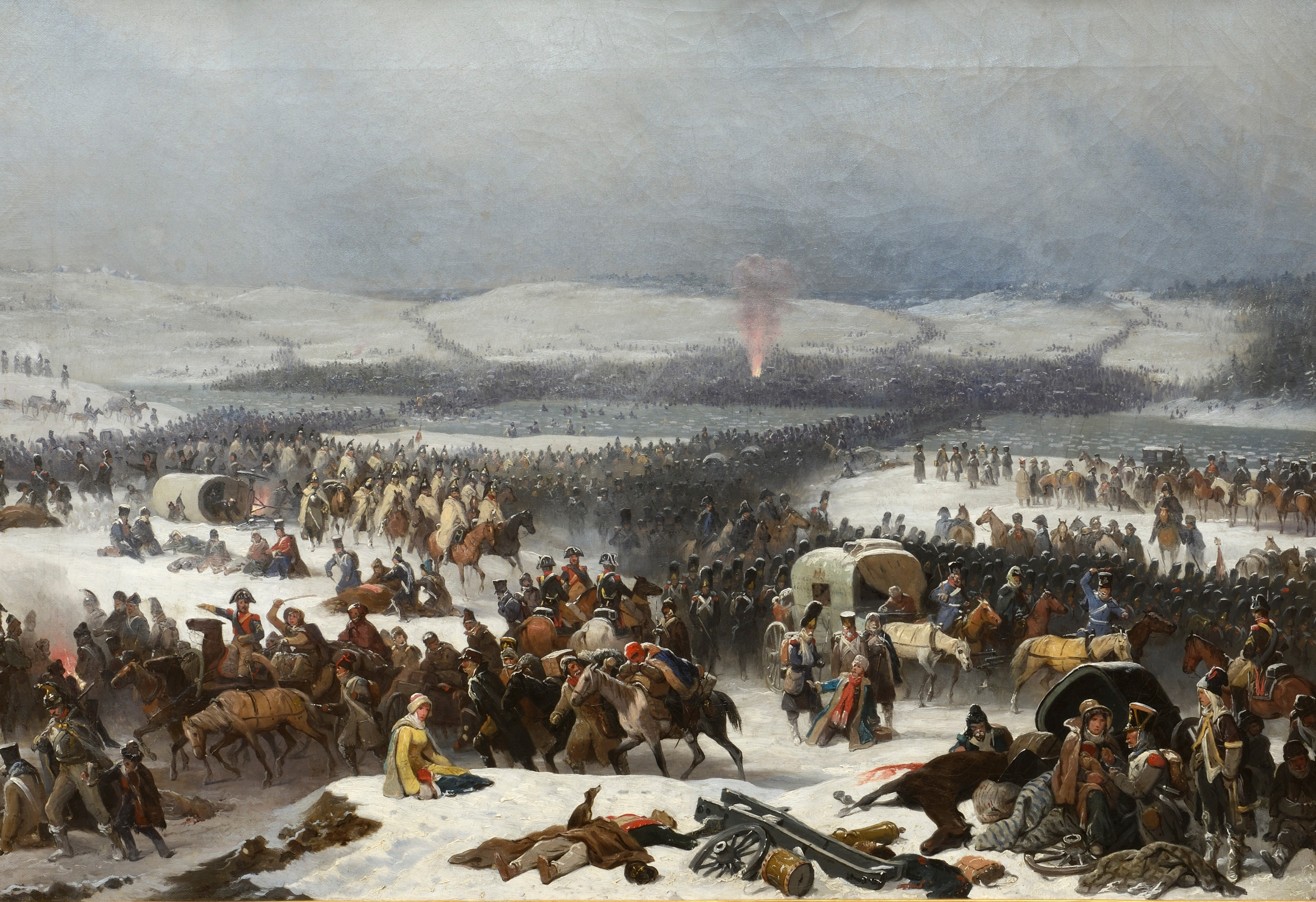
Napoleon steekt de Berezina over
Olieverf op doek door January Suchodolski, 1866, Nationaal Museum Poznań

De Slag aan de Berezina is een veldslag die plaatsvond van 26 tot 29 november 1812 aan de Berezina (een rivier in Wit-Rusland) tijdens de terugtrekking van de veldtocht van Napoleon naar Rusland.

## Toelichting bij de veldslag
In de winter van 1812 trokken de verslagen en al zwaar vermoeide restanten van de Grande Armée, het uit vele nationaliteiten samengestelde leger waarmee keizer Napoleon I keizerrijk Rusland had willen verslaan, over deze rivier. Op 21 november 1812, aan de oostelijk gelegen linkeroever van de Berezina, sloeg de val dicht voor de resten van de Grande Armée: Victor, Oudinot, Dąbrowski en Napoleon werden ingesloten door het leger van Wittgenstein in het noorden, Platov, Aleksej Jermolov, Miloradovitsj en Koetoezov in het oosten en het leger onder leiding van Tsjitsjagov via de zuidwestelijke oever van de stroom. Tsjitsjagov had eerder Minsk veroverd met al de voorraden waarop Napoleon had gerekend om zijn leger weer te organiseren. Daarbij had Tsjitsjagov ook met enige moeite het plaatsje Borisov, waar de enige brug over de Berezina lag, bezet. Na enige schermutselingen trokken de Russen terug en verbrandden deze brug.
De ingesloten Napoleon bedacht een plan om uit de opgezette val te ontsnappen: het leger van Tsjitsjagov werd misleid door desinformatie en trok zuidoostwaarts langs de Berezina. Daartoe bleef een divisie van vierduizend man onder bevel van generaal Partouneaux achter in Borisov. Het zat Napoleon ook mee dat Wittgenstein zich niet onder het bevel van Tsjitsjagov wilde plaatsen en de bevelen van Koetoezov negeerde om de rivier over te steken en de Franse terugweg af te snijden.
Op 24 november werd gestart met de voorbereidingen tot het bouwen van een brug bij het dorp Stoedzjonka (tegenwoordig heet het dorp Studzionka of Studenka - Студёнка), 17 km stroomopwaarts naar het noordwesten, onder bevel van generaal Aubry. Op die plaats was de rivier 20 m breed en had een diepte van circa twee meter. De rechteroever was evenwel laag en drassig en was doorsneden met ondiepe zijarmen, waardoor de brug aan die zijde een stuk langer moest worden, en het gebruik van pontons uitgesloten. De dag daarop arriveerde generaal Jean-Baptiste Eblé met vierhonderd merendeels Nederlandse pontonniers. In de ochtend van 26 november construeerden kapitein George Diederich Benthien en zijn Nederlandse pontonniers in het ijskoude water het eerste van de 23 brugjukken. In deze uiterst moeilijke omstandigheden, waarbij sommigen aan onderkoeling bezweken en door de stroming werden meegesleurd, bouwden zij de brug met een lengte van 87 m bij 4 m breed, in hoogte variërend van 1 tot 3 m.

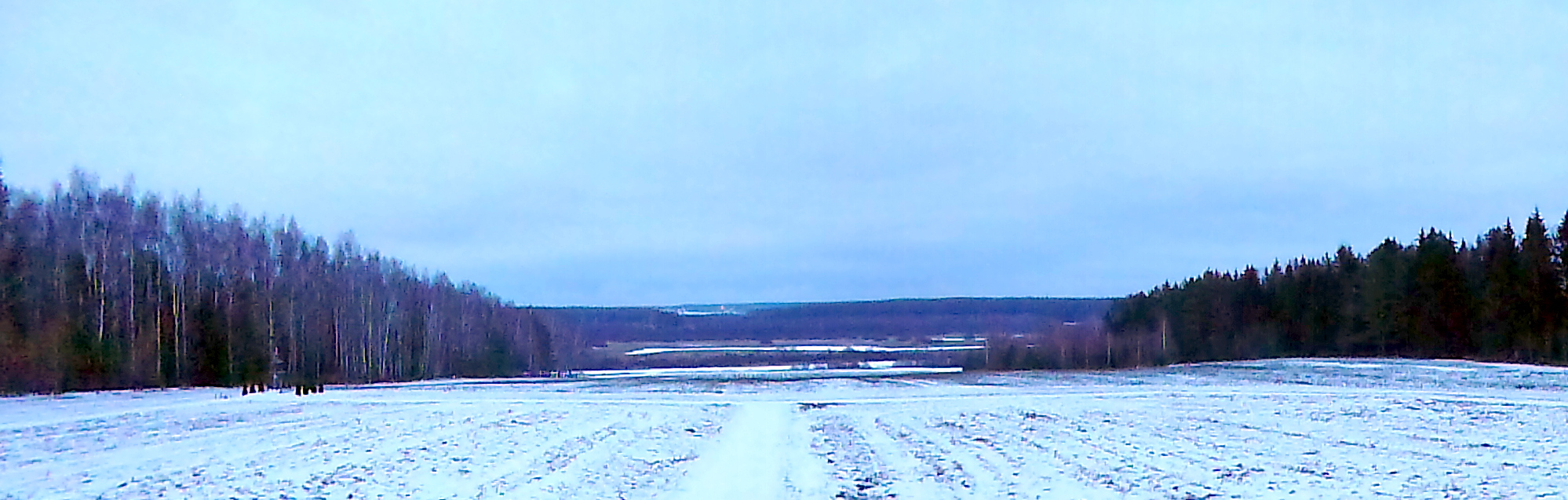
Blik vanaf het Russische monument op de linkeroever, waar Wittgenstein de Fransen opwachtte. De Berezina en een zijarm in het midden.

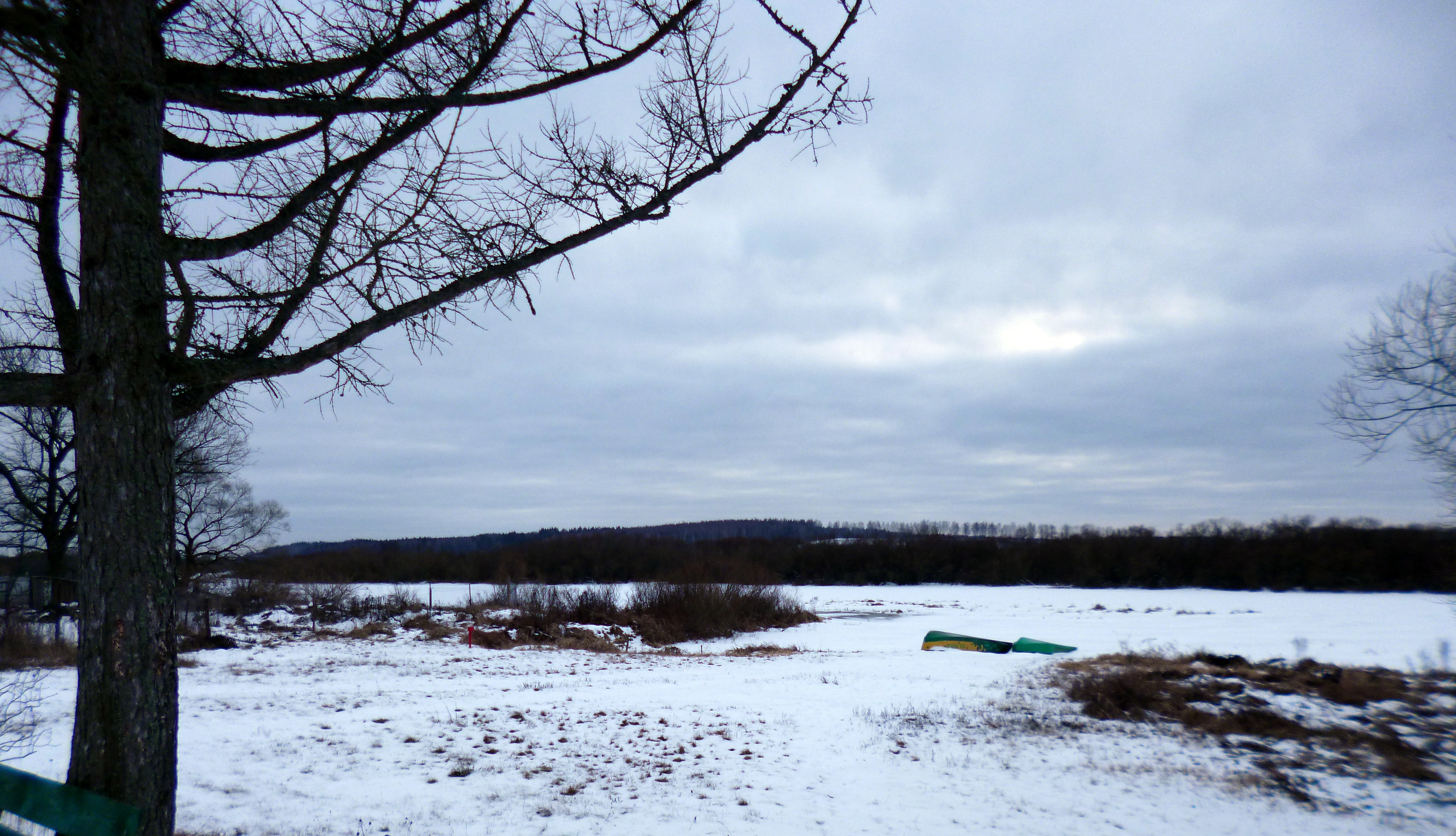
Blik vanaf het Russische monument in Stoedzjenka op de rechteroever. De plek waar de Fransen de Berezina overstaken ligt iets noordelijker.

Het 2e korps van maarschalk Oudinot stak als eerste de Berezina over en ontplooide zich op de zuid-westoever naar het zuidoosten om een te verwachten aanval van Tsjitsjagov af te weren. Ondertussen werd 50 m stroomopwaarts een tweede, iets stevigere brug geconstrueerd voor de overtocht van de artillerie en de bagagewagens. Op 27 november waagde de rest van de Grande Armée en Napoleon zelf met zijn staf, huishouding en zijn Keizerlijke Garde onder een lichte sneeuwval de oversteek. De toegang tot de brug werd bewaakt door gendarmes, waardoor alleen de strijdbaarste krachten voorrang kregen; achterblijvers, gewonden en een grote groep burgers bleven op de noordoever. De overtocht werd op deze noordoever beschermd door het 9e korps onder leiding van maarschalk Victor.
De achtervolgende Russische legers onder bevel van Koetoezov sloegen op 28 november in een sneeuwstorm toe om de op de noordoever achtergebleven troepen in te sluiten. Ondertussen trokken de troepen van Tsjitsjagov, die zijn vergissing ondertussen had ingezien, op naar het reeds overgestoken Franse leger onder bevel van Oudinot. Ze slaagden er echter niet in de Fransen terug te dringen. In de daaropvolgende slag wist een deel van de troepen, bestaande uit de nog overlevende Nederlandse pontonniers, de 123e en 124e (Nederlandse) regimenten infanterie, het 14e regiment kurassiers en de 'division de cavalerie du corps' van het 2e korps het te overleven. De Nederlandse troepen dekten twee dagen lang de aftocht. Twee derde van de soldaten werd gedood of gewond en het restant gaf zich op 28 november over. Van de pontonniers overleefden slechts de commandant kapitein George Diederich Benthien, sergeant-majoor Ary Schröder en zes van hun mannen.
In de ochtend van 29 november gaf Jean-Baptiste Eblé bevel de brug te vernietigen. De keizer en een schamel restant van zijn leger waren ontsnapt. Schattingen over de verliezen aan beide zijden tijdens dit militair treffen lopen sterk uiteen. Historici zijn het er nu over eens dat de Fransen in drie dagen tijd 25 000 man verloren, de Russen 15 000 man. Het Franse leger verloor ook 25 kanonnen; wapens die toen bij elke veldslag van cruciaal belang waren. Het Franse spreekwoord "c'est la Berezina" is op deze ramp voor het Franse leger gebaseerd, het betekent 'het is een totale mislukking/catastrofe'.
Degenen die de oversteek overleefd hadden, sjokten bij een temperatuur van -37,5 °C verder tot zij op 7 december in een van oorlogsgeweld gespaard Vilnius aankwamen, trokken daarna verder in westelijke richting tot zij in het Oost-Pruisische Koningsbergen aankwamen, waar Franse reserve-eenheden lagen. Twee dagen eerder vertrok Napoleon naar Parijs waar hij op 18 december aankwam. Hij had van de mislukte staatsgreep door Claude François de Malet vernomen. Zijn laatste bevel was aan zijn minister van Buitenlandse Zaken Maret met de plicht Vilnius niet uit handen te geven. De keizer vond dat nu zijn aanwezigheid in Parijs geboden was, in het belang van Frankrijk, het keizerrijk en het leger zelf. In een communiqué in het Franse staatsblad "Le Moniteur" kondigde Napoleon zijn terugkomst aan met de woorden:
"De keizer is op weg naar Parijs en heeft zich nooit beter gevoeld".
 Deze boodschap had hij al op 3 december in Molodechno neergeschreven in het 29e bulletin van de veldtocht met de toevoeging dat deze pas op 16 december mocht kenbaar gemaakt worden. Hij liet hier wel na de omvang van zijn nederlaag te vermelden.

## Besluit
De oversteek en de slag bij de Berezina betekende gezien de penibele omstandigheden waarin de Grande Armée zich bevond, een relatief succes. De militaire theoreticus Clausewitz roemde Napoleon achteraf voor de kracht van zijn intellect en de militaire vaardigheden van zijn leger, die het zelfs onder al deze rampspoed niet totaal hadden begeven.